# St. Martin Parish
Das St. Martin Parish (französisch Paroisse de Saint-Martin) ist ein Parish im Bundesstaat Louisiana der Vereinigten Staaten. Bei der Volkszählung im Jahr 2020 hatte das Parish 51.767 Einwohner und eine Bevölkerungsdichte von 27 Einwohnern je Quadratkilometer. Der Verwaltungssitz (Parish Seat) ist St. Martinville.

## Geographie
Das Parish liegt im Süden von Louisiana, ist im Süden etwa 70 km vom Golf von Mexiko entfernt und hat eine Fläche von 2115 Quadratkilometern, wovon 198 Quadratkilometer Wasserfläche sind. Das St. Martin Parish gliedert sich in zwei nicht direkt miteinander zusammenhängende Territorien: das Upper St. Martin Parish und das Lower St. Martin Parish. Das Parish grenzt an folgende Parishes:
|                                 | St. Landry Parish | Pointe Coupee Parish |
| Lafayette Parish                |                   | Iberville Parish     |
| St. Mary Parish, Iberia Parish1 |                   | Assumption Parish    |

1 – zwischen dem Upper und dem Lower St. Martin Parish gelegen

## Geschichte
St. Martin Parish wurde 1807 als eines der 19 Original-Parishes gebildet. Benannt wurde es nach dem heiliggesprochenen Martin von Tours (St. Martin).
Ein Gebäude des Parish hat aufgrund seiner geschichtlichen Bedeutung den Status einer National Historic Landmark, das Acadian House. Insgesamt sind 25 Bauwerke und Stätten des Parish im National Register of Historic Places eingetragen (Stand 10. November 2017).

## Demografische Daten

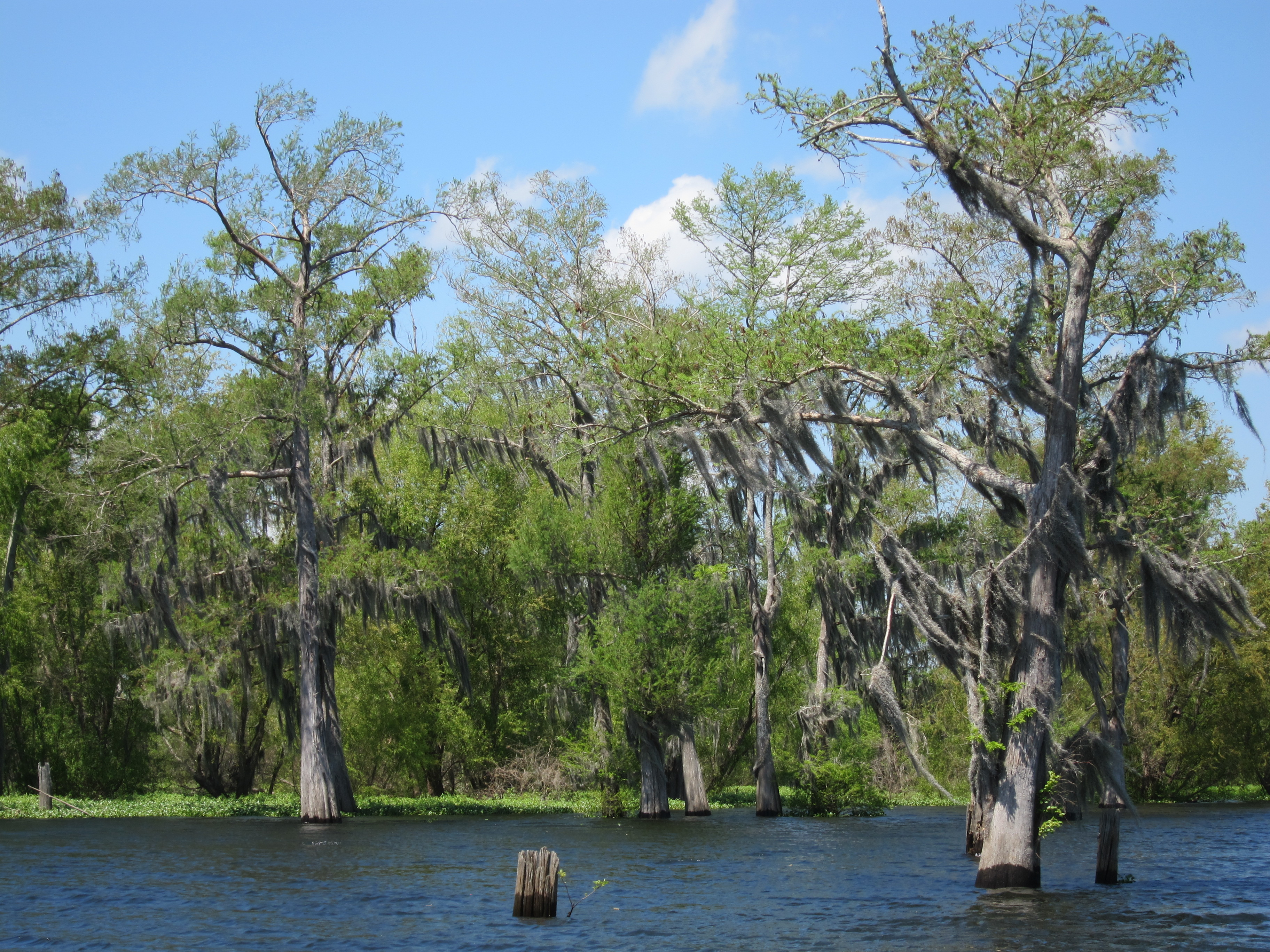
Sumpfgebiet Atchafalaya Swamp

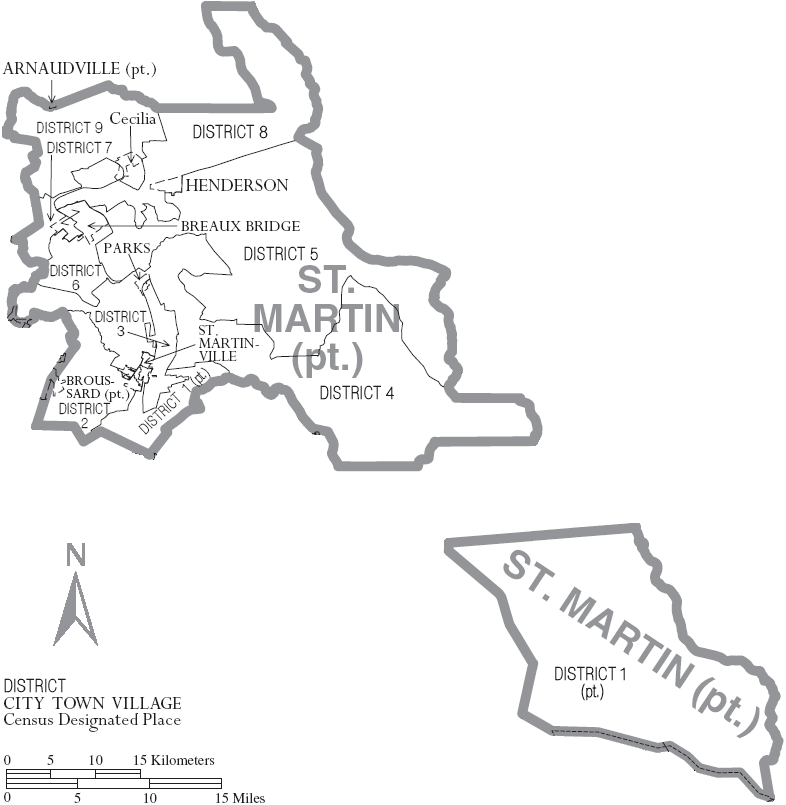
Karte des St. Martin Parishes

Nach der Volkszählung im Jahr 2000 lebten im St. Martin Parish 48.583 Menschen in 17.164 Haushalten und 12.975 Familien. Die Bevölkerungsdichte betrug 25 Einwohner pro Quadratkilometer. Ethnisch betrachtet setzte sich die Bevölkerung zusammen aus 65,95 Prozent Weißen, 31,98 Prozent Afroamerikanern, 0,92 Prozent amerikanischen Ureinwohnern, 0,29 Prozent Asiaten und 0,20 Prozent aus anderen ethnischen Gruppen; 0,65 Prozent stammten von zwei oder mehr Ethnien ab. 0,83 Prozent der Bevölkerung waren spanischer oder lateinamerikanischer Abstammung, die verschiedenen der genannten Gruppen angehörten.
Von den 17.164 Haushalten hatten 39,7 Prozent Kinder und Jugendliche unter 18 Jahre, die bei ihnen lebten. 54,6 Prozent waren verheiratete, zusammenlebende Paare, 15,9 Prozent waren allein erziehende Mütter, 24,4 Prozent waren keine Familien, 20,7 Prozent waren Singlehaushalte und in 7,9 Prozent lebten Menschen im Alter von 65 Jahren oder darüber. Die Durchschnittshaushaltsgröße betrug 2,78 und die durchschnittliche Familiengröße lag bei 3,22 Personen.
Auf das gesamte Parish bezogen setzte sich die Bevölkerung zusammen aus 29,5 Prozent Einwohnern unter 18 Jahren, 9,6 Prozent zwischen 18 und 24 Jahren, 29,6 Prozent zwischen 25 und 44 Jahren, 21,2 Prozent zwischen 45 und 64 Jahren und 10,1 Prozent waren 65 Jahre alt oder darüber. Das Durchschnittsalter betrug 33 Jahre. Auf 100 weibliche kamen statistisch 96,3 männliche Personen. Auf 100 Frauen im Alter von 18 Jahren oder darüber kamen 93,0 Männer.
Das jährliche Durchschnittseinkommen eines Haushalts betrug 30.701 USD, das Durchschnittseinkommen der Familien betrug 36.316 USD. Männer hatten ein Durchschnittseinkommen von 30.701 USD, Frauen 18.365 USD. Das Prokopfeinkommen betrug 13.619 USD. 18,4 Prozent der Familien 21,5 Prozent der Bevölkerung lebten unterhalb der Armutsgrenze. Davon waren 27,7 Prozent Kinder oder Jugendliche unter 18 Jahre und 22,1 Prozent waren Menschen über 65 Jahre.

## Orte im Parish
- Anse La Butte
- Arnaudville1
- Atchafalaya
- Banker Plantation
- Bankers
- Bayou Chene
- Bayou Geneve
- Breaux Bridge
- Broussard
- Bushville
- Butte La Rose
- Cade
- Catahoula
- Catahoula Cove
- Cecilia
- Champagne
- Coteau Holmes
- Coteau Rodaire
- Darby
- Delacroix
- Duchamp
- Gecko
- Grand Annse
- Henderson
- Huron
- Isle Labbe
- Keystone
- Levert
- Nina Station
- Parks
- Patin
- Portage
- Ruth
- Rycade
- St. Martinville
- Stephenville

1 – teilweise im St. Landry Parish